# Mortes em março de 2012
Mortes em 2012: ← Janeiro – Fevereiro – Março – Abril – Maio – Junho – Julho – Agosto – Setembro – Outubro – Novembro – Dezembro →
Esta é uma relação de pessoas notáveis que morreram durante o mês de março de 2012, listando nome, nacionalidade, ocupação e ano de nascimento.

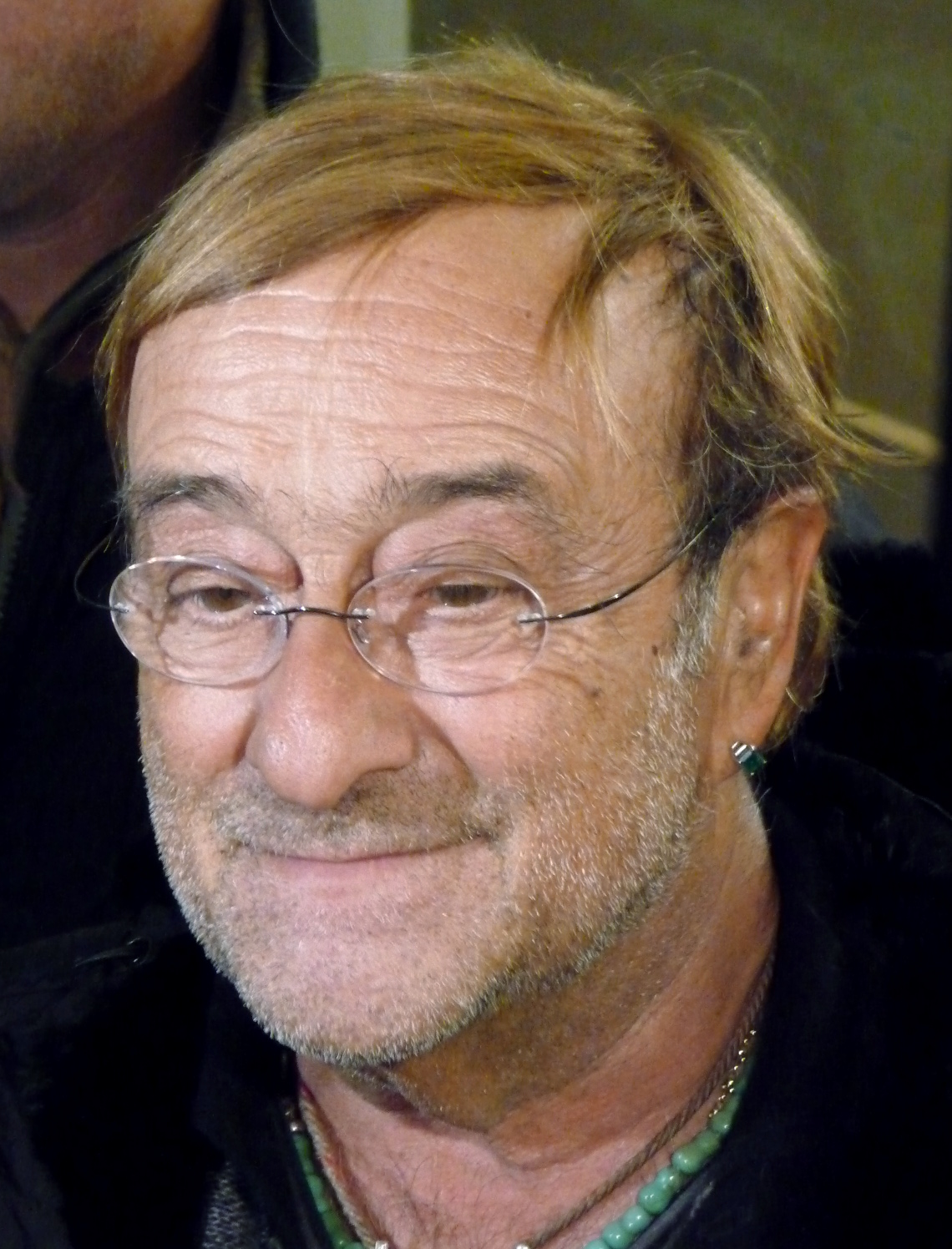
Lucio Dalla, cantor italiano.

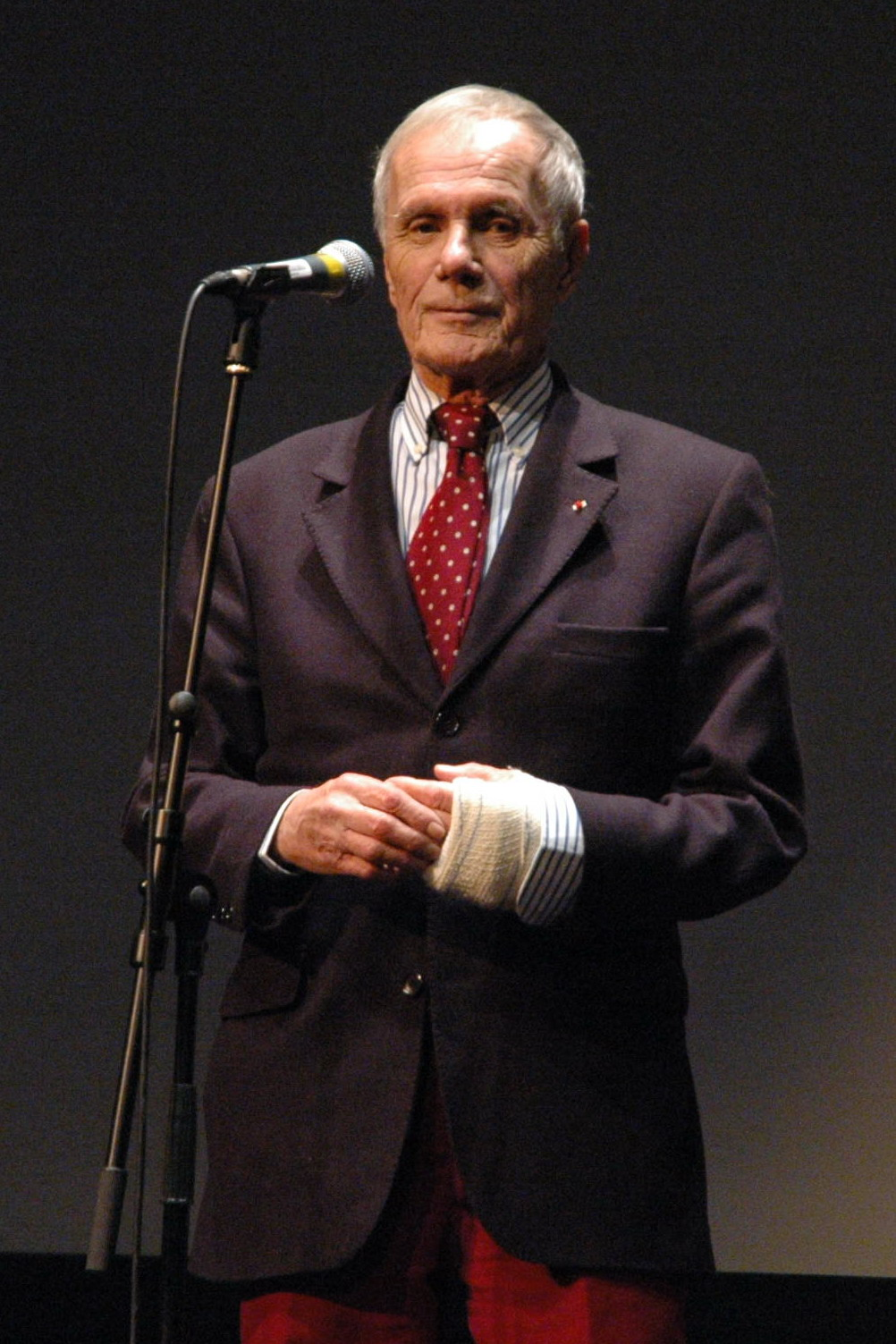
Pierre Schoendoerffer, cineasta francês.

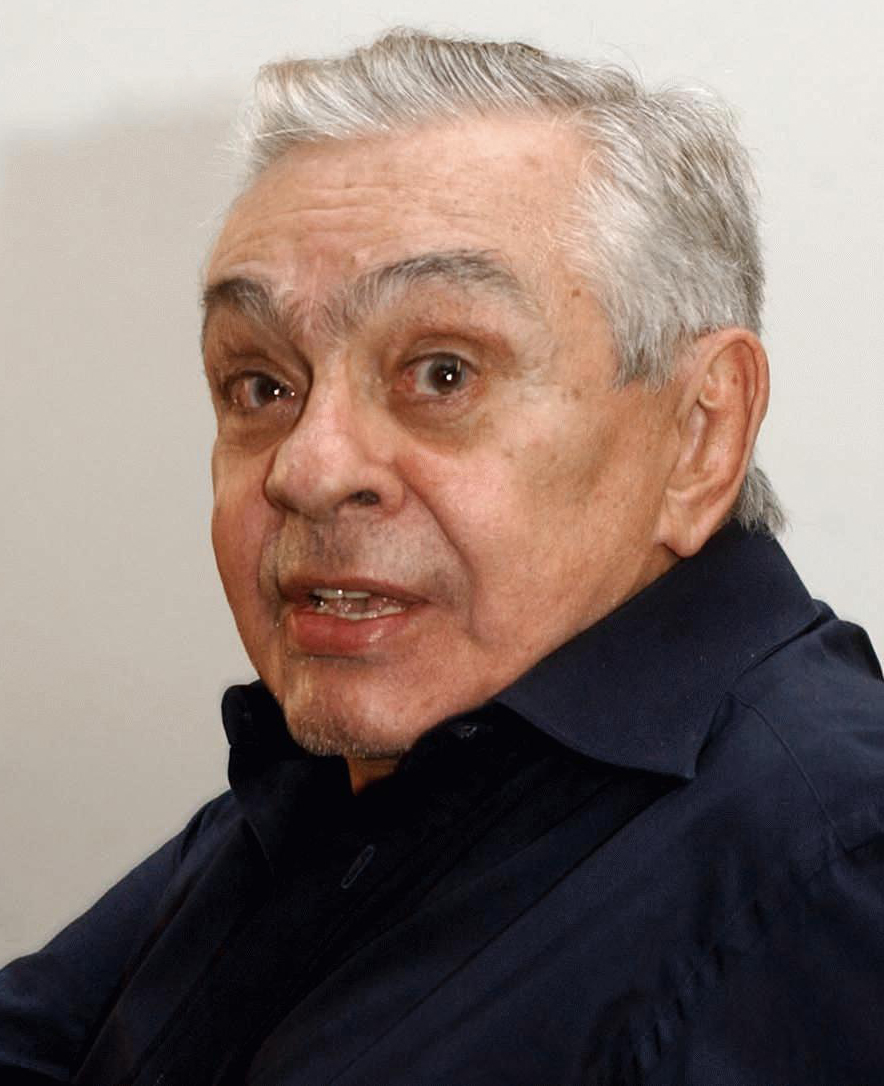
Chico Anysio, ator e humorista brasileiro.

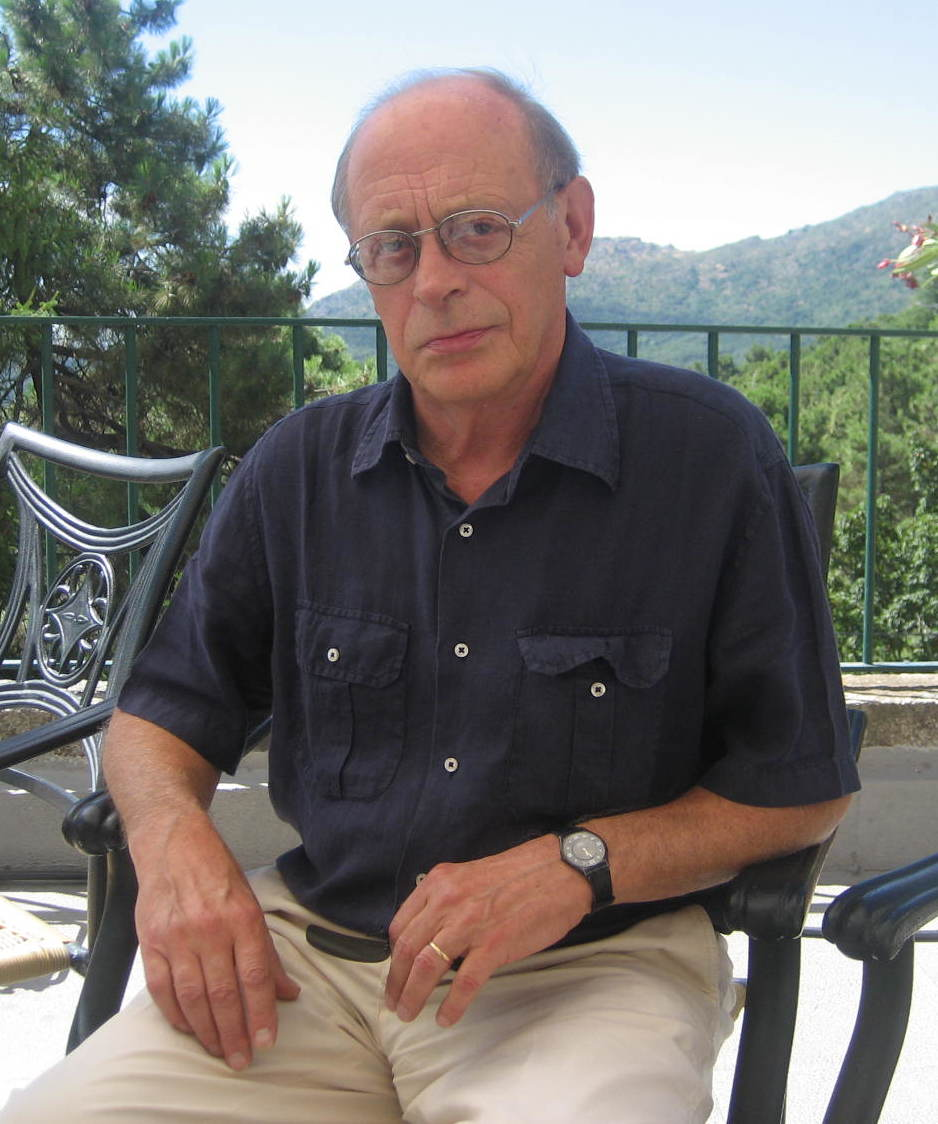
Antonio Tabucchi, poeta e escritor ítalo-português.

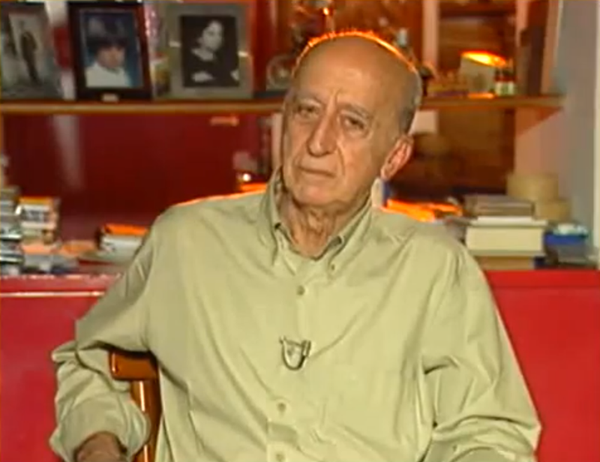
Millôr Fernandes, escritor brasileiro.

| Dia | Nome                       | Profissão ou motivo de reconhecimento | Nacionalidade    | Ano de nasc. | Ref    |
| --- | -------------------------- | ------------------------------------- | ---------------- | ------------ | ------ |
| 1   | Andrew Breitbart           | Ativista e editor                     | Estados Unidos   | 1969         | [ 1 ]  |
| 1   | Fathulla Jameel            | Político                              | Maldivas         | 1942         | [ 2 ]  |
| 1   | Germano Mosconi            | Jornalista esportivo                  | Itália           | 1932         | [ 3 ]  |
| 1   | Lucio Dalla                | Cantor e compositor                   | Itália           | 1943         | [ 4 ]  |
| 3   | Ralph McQuarrie            | Ilustrador e designer                 | Estados Unidos   | 1929         | [ 5 ]  |
| 3   | Ronnie Montrose            | Guitarrista                           | Estados Unidos   | 1947         | [ 6 ]  |
| 4   | Shmuel Tankus              | Militar                               | Israel           | 1914         | [ 7 ]  |
| 6   | Francisco Xavier do Amaral | Político                              | Timor-Leste      | 1937         | [ 8 ]  |
| 6   | Marquitos                  | Futebolista                           | Espanha          | 1933         | [ 9 ]  |
| 7   | Cris Alexander             | Ator e fotógrafo                      | Estados Unidos   | 1920         | [ 10 ] |
| 7   | Félicien Marceau           | Escritor                              | França           | 1913         | [ 11 ] |
| 7   | Włodzimierz Smolarek       | Futebolista                           | Polónia          | 1957         | [ 12 ] |
| 8   | Jimmy Ellis                | Cantor                                | Estados Unidos   | 1938         | [ 13 ] |
| 8   | Simin Daneshvar            | Escritora                             | Irão             | 1921         | [ 14 ] |
| 9   | José Tomás Sánchez         | Religioso                             | Filipinas        | 1920         | [ 15 ] |
| 10  | Frank Sherwood Rowland     | Químico                               | Estados Unidos   | 1927         | [ 16 ] |
| 10  | Jean Giraud                | Quadrinista                           | França           | 1938         | [ 17 ] |
| 10  | Nick Zoricic               | Esquiador                             | Canadá           | 1983         | [ 18 ] |
| 11  | John Souza                 | Futebolista                           | Estados Unidos   | 1920         | [ 19 ] |
| 13  | Teresa Pàmies i Bertran    | Escritora                             | Espanha          | 1919         | [ 20 ] |
| 14  | César Ades                 | Pesquisador                           | Egito/ Brasil    | 1943         | [ 21 ] |
| 14  | Pierre Schoendoerffer      | Cineasta                              | França           | 1928         | [ 22 ] |
| 16  | Aziz Ab'Saber              | Geógrafo                              | Brasil           | 1924         | [ 23 ] |
| 16  | Estanislao Basora          | Futebolista                           | Espanha          | 1926         | [ 24 ] |
| 17  | Chaleo Yoovidhya           | Empresário e co-criador da Red Bull   | Tailândia        | 1932         | [ 25 ] |
| 17  | Ernani Pires Ferreira      | Locutor de turfe                      | Brasil           | 1934         | [ 26 ] |
| 17  | John Demjanjuk             | Criminoso de guerra                   | Ucrânia          | 1920         | [ 27 ] |
| 17  | Jorge Goulart              | Cantor                                | Brasil           | 1926         | [ 28 ] |
| 17  | Shenouda III de Alexandria | Papa da Igreja Ortodoxa Copta         | Egito            | 1923         | [ 29 ] |
| 18  | António Leitão             | Atleta                                | Portugal         | 1960         | [ 30 ] |
| 18  | Taufa'ahau Tupou V         | Rei de seu país                       | Tonga            | 1948         | [ 31 ] |
| 18  | Ruy Pauletti               | Político                              | Brasil           | 1936         | [ 32 ] |
| 20  | Noboru Ishiguro            | Animador                              | Japão            | 1938         | [ 33 ] |
| 21  | Tonino Guerra              | Escritor e argumentista               | Itália           | 1920         | [ 34 ] |
| 23  | Abdullahi Yusuf Ahmed      | Ex-presidente de seu país             | Somália          | 1934         | [ 35 ] |
| 23  | Chico Anysio               | Ator e humorista                      | Brasil           | 1931         | [ 36 ] |
| 23  | Josenildo Bellot           | Futebolista                           | Brasil           | 1965         | [ 37 ] |
| 24  | João Mineiro               | Cantor                                | Brasil           | 1935         | [ 38 ] |
| 24  | Vigor Bovolenta            | Voleibolista                          | Itália           | 1974         | [ 39 ] |
| 25  | Antonio Tabucchi           | Escritor                              | Itália/ Portugal | 1943         | [ 40 ] |
| 27  | Ademilde Fonseca           | Cantora                               | Brasil           | 1921         | [ 41 ] |
| 27  | Adrienne Rich              | Feminista e escritora                 | Estados Unidos   | 1929         | [ 42 ] |
| 27  | Hilton Kramer              | Jornalista                            | Estados Unidos   | 1928         | [ 43 ] |
| 27  | Millôr Fernandes           | Escritor                              | Brasil           | 1924         | [ 44 ] |
| 28  | Earl Scruggs               | Músico                                | Estados Unidos   | 1924         | [ 45 ] |